# 672 Astarte
Astarte (asteróide 672) é um asteróide da cintura principal, a 2,2147947 UA. Possui uma excentricidade de 0,1336087 e um período orbital de 1 492,88 dias (4,09 anos).
Astarte tem uma velocidade orbital média de 18,62872159 km/s e uma inclinação de 11,13153º.
Esse asteróide foi descoberto em 21 de Setembro de 1908 por August Kopff.